# Peerke's Nat
Peerke's Nat (het 'Tilburgs Slokje') is een Tilburgse kruidenlikeur met een alcoholpercentage van 25%, die werd geïntroduceerd naar aanleiding van de zaligverklaring van de Tilburgse priester Peerke Donders op 23 mei 1982. De drank wordt verkocht in flessen van 70 cl.
Paus Johannes Paulus II 'bevestigde' in 1979 dat in 1929 de anderhalf jaar oude Louis Westland was genezen van botkanker op voorspraak van Donders, dat wil zeggen dat sprake was van een 'gebedsverhoring'.